# Joël Latibeaudiere
Joël Latibeaudiere (Doncaster, 6 gennaio 2000) è un calciatore inglese naturalizzato giamaicano, difensore del Coventry City e della nazionale giamaicana.

## Caratteristiche tecniche
È un difensore centrale.

## Carriera

### Club
Cresciuto nel settore giovanile del Manchester City, nel 2019 viene mandato in prestito agli olandesi del Twente coi quali esordisce il 19 ottobre 2019 disputando l'incontro di Eredivisie perso per 1-0 contro il Willem II.

### Nazionale
Con la nazionale inglese Under-17 ha preso parte al campionato europeo di categoria, contribuendo al raggiungimento della finale persa ai rigori contro i pari età della Spagna; nell'occasione fallisce il terzo e ultimo tiro a disposizione. Viene successivamente incluso nei convocati per il campionato mondiale di calcio Under-17 svoltosi in India sempre nel 2017 e vinto dagli inglesi ancora una volta in finale con la Spagna.
Successivamente decide di rappresentare la Giamaica, nazionale delle sue origini, con cui esordisce il 15 giugno 2023 nell'amichevole persa contro il Qatar (1-2).

## Statistiche

### Presenze e reti nei club
Statistiche aggiornate al 12 gennaio 2023.
| Stagione                    | Squadra                     | Campionato                  | Campionato | Campionato | Coppe nazionali | Coppe nazionali | Coppe nazionali | Coppe continentali | Coppe continentali | Coppe continentali | Altre coppe | Altre coppe | Altre coppe | Totale | Totale | Totale |
| Stagione                    | Squadra                     | Comp                        | Pres       | Reti       | Comp            | Pres            | Reti            | Comp               | Pres               | Reti               | Comp        | Pres        | Reti        | Pres   | Reti   |        |
| --------------------------- | --------------------------- | --------------------------- | ---------- | ---------- | --------------- | --------------- | --------------- | ------------------ | ------------------ | ------------------ | ----------- | ----------- | ----------- | ------ | ------ | ------ |
| 2017-2018                   | Manchester City U-21        | -                           | -          | -          | -               | -               | -               |                    | -                  | -                  | FLT         | 1           | 0           | 1      | 0      |        |
| 2018-2019                   | Manchester City U-21        | -                           | -          | -          | -               | -               | -               |                    | -                  | -                  | FLT         | 1           | 0           | 1      | 0      |        |
| Totale Manchester City U-21 | Totale Manchester City U-21 | Totale Manchester City U-21 | -          | -          |                 | -               | -               |                    | -                  | -                  |             | 2           | 0           | 2      | 0      |        |
| set. 2019-2020              | Twente                      | ED                          | 5          | 1          | CO              | 1               | 0               |                    | -                  | -                  |             | -           | -           | 6      | 1      |        |
| 2020-2021                   | Swansea City                | FLC                         | 8          | 0          | FACup+CdL       | 2+0             | 0               |                    | -                  | -                  |             | -           | -           | 10     | 0      |        |
| 2021-2022                   | Swansea City                | FLC                         | 29         | 0          | FACup+CdL       | 0+3             | 0+1             |                    | -                  | -                  |             | -           | -           | 32     | 1      |        |
| 2022-2023                   | Swansea City                | FLC                         | 19         | 1          | FACup+CdL       | 1+1             | 0               |                    | -                  | -                  |             | -           | -           | 21     | 1      |        |
| Totale Swansea City         | Totale Swansea City         | Totale Swansea City         | 56         | 1          |                 | 7               | 1               |                    | -                  | -                  |             | -           | -           | 47     | 1      |        |
| Totale carriera             | Totale carriera             | Totale carriera             | 61         | 2          |                 | 8               | 1               |                    | -                  | -                  |             | 2           | 0           | 71     | 3      |        |

## Palmarès

### Nazionale
- Mondiale Under-17: 1

India 2017